# Hù lào
Hù lào (danh pháp hai phần: Strix leptogrammica) là một loài chim trong họ Strigidae.

## Các phân loài
- S. l. ticehursti Delacour, 1930: đông nam Trung Quốc, bắc Đông Dương - Hù lưng nâu.
- S. l. caligata (Swinhoe, 1863): Đài Loan, Hải Nam.
- S. l. laotiana Delacour, 1926: nam Lào, trung Việt Nam - Hù lào.
- S. l. newarensis (Hodgson, 1836): bắc Ấn Độ, Nepal, Bangladesh.
- S. l. indranee Sykes, 1832: trung và nam Ấn Độ.
- S. l. ochrogenys (Hume, 1873): Sri Lanka.
- S. l. maingayi (Hume, 1878): bán đảo Mã Lai.
- S. l. myrtha (Bonaparte, 1850): Sumatra.
- S. l. nyctiphasma Oberholser, 1924: quần đảo Banyak (ngoài khơi tây Sumatra).
- S. l. niasensis (Salvadori, 1887):	đảo Nias (ngoài khơi tây Sumatra).
- S. l. chaseni Hoogerwerf & deBoer, 1947: đảo Belitung (ngoài khơi đông nam Sumatra).
- S. l. leptogrammica Temminck, 1832: trung và nam Borneo.
- S. l. vaga Mayr, 1938: bắc Borneo.
- S. l. bartelsi (Finsch, 1906): đảo Java.